# Los Freseros
Los Freseros es una localidad del estado mexicano de Jalisco. Es parte del municipio de Ixtlahuacán de los Membrillos.

## Demografía
| Censo | Población |
| ----- | --------- |
| 2000  | 8         |
| 2010  | 784       |
| 2020  | 15 279    |